# Route nationale 6 (Estonie)
Pour les articles homonymes, voir Route nationale 6.
La route nationale 6 (Põhimaantee 6) est une route nationale estonienne reliant Valga à Uulu. Elle mesure 124,8 km.

## Tracé
- Comté de Valga
  - Valga
  - Piiri
  - Hummuli
  - Tõrva
  - Helme
  - Linna
  - Karjatnurme
  - Ala
- Comté de Viljandi
  - Karksi-Nuia
  - Abja-Paluoja
  - Abja-Vanamõisa
  - Kamara
- Comté de Pärnu
  - Tihemetsa
  - Kilingi-Nõmme
  - Lodja
  - Ristiküla
  - Surju
  - Ilvese
  - Laadi
  - Uulu